# Leitoscoloplos pugettensis
Leitoscoloplos pugettensis är en ringmaskart. Leitoscoloplos pugettensis ingår i släktet Leitoscoloplos och familjen Orbiniidae. Inga underarter finns listade i Catalogue of Life.